# Фастов (Волгоградская область)
Фа́стов — хутор в Иловлинском районе Волгоградской области России. В рамках муниципального устройства входит в Качалинское сельское поселение. В рамках административно-территориального устройства входит в Фастовский сельсовет и является его административным центром.

## География
Хутор находится в центральной части Волгоградской области, в степной зоне, в пределах Приволжской возвышенности, на правом берегу реки Таловой, на расстоянии примерно 28 километров (по прямой) к юго-востоку от посёлка городского типа Иловля, административного центра района. Абсолютная высота — 63 метра над уровнем моря.
Часовой пояс
Хутор Фастов, как и вся Волгоградская область, находится в часовой зоне МСК (московское время). Смещение применяемого времени относительно UTC составляет +3:00.

## История
В 1859 году хутор находился в составе юрта станицы Качалинской Второго Донского округа. Расположен был речке Таловке, в 132 верстах от окружной станицы Нижне-Чирской.
В 1936 году в хуторе действовал ветеринарный пункт и начальная школа.

## Население
В 1859 году в хуторе проживало в 13 дворах 130 человек (57 мужчин и 73 женщины).
На 1 января 1936 года в хуторе имелось 115 хозяйств, проживало 442 человека, преобладающая национальность — русские.
По данным Всероссийской переписи населения на 9 октября 2002 года в хуторе проживало 186 человек, 75 % из которых отнесли себя к русским.
По данным Всероссийской переписи населения на 14 октября 2010 года в хуторе проживало 132 человека.

## Инфраструктура
В хуторе находятся школа, медучреждение, дорога с твёрдым покрытием. 
Уличная сеть хутора состоит из семи улиц и двух переулков.